# Charles Amos Dice
Charles Amos Dice (auch Charles A. Dice, * 5. November 1878 in Strasburg, Ohio; † 27. Mai 1969 in Columbus, Ohio) war ein US-amerikanischer Wirtschaftswissenschaftler.

## Leben

### Familie und Ausbildung
Der methodistisch getaufte Charles Amos Dice, Sohn des John Dice sowie der Catherine Amos Dice, studierte nach seinem High-School-Abschluss an der Ohio Northern University in Ada, 1905 erwarb er den akademischen Grad eines Bachelor of Arts. Danach wandte er sich dem Studium der Theologie am Drew Theological Seminary in Madison, New Jersey zu, 1908 erhielt er seinen Bachelor of Divinity. Weitere Studien führten ihn von 1907 bis 1908 an die Columbia University, von 1908 bis 1909 an die Boston University und von 1915 bis 1916 an die University of Wisconsin–Madison. Er erlangte 1911 an der Harvard University den Grad eines Master of Arts, 1924 wurde er an der University of Wisconsin–Madison zum Doctor of Philosophy promoviert. 
Charles Amos Dice, überzeugter Anhänger der Republikaner, vermählte sich am 1. Januar 1914 mit der aus Louisville, Ohio gebürtigen, am 28. Juni 1933 verstorbenen Anna Mary Schlott. Dice verstarb im Mai 1969 im Alter von 90 Jahren in einem Pflegeheim in Columbus, Ohio.  

### Beruflicher Werdegang
Zu Beginn seiner beruflichen Laufbahn unterrichtete Charles Amos Dice drei Jahre an Country Schools in Ohio, anschließend war er zwei Jahre als Principal in Richville, Ohio angestellt. In der Folge bekleidete Charles Amos Dice Professuren an der Ohio Northern University sowie am Rockford College in Rockford, Illinois. 1917 übernahm er eine Stelle als Assistant Professor of Business Administration am Colorado College in Colorado Springs, Colorado. Im Jahre 1919 folgte Charles Amos Dice einem Ruf als Assistant Professor of Business Organization an das Department of Business Organization and Economics der Ohio State University nach Columbus, Ohio. Seit 1927 wirkte der zum Full Professor beförderte Dice am dortigen College of Commerce and Administration, 1948 wurde er emeritiert.
Charles Amos Dice hatte Mitgliedschaften im Advisory Board of Directors der Ohio National Bank in Columbus, Ohio, in der American Economic Association, im Faculty Club und in den Studentenverbindungen Beta Gamma Sigma, Alpha Kappa Psi und Tau Kappa Epsilon inne. Nach Charles Amos Dice, welcher zu den führenden Aktienmarkt-Experten der Vereinigten Staaten seiner Zeit zählte, ist das renommierte Institut für Finanzmarktforschung, das Charles A. Dice Center for Financial Economics, in Columbus, Ohio, benannt.

## Publikationen
- An introduction to an objective theory of consumption. Ph. D. University of Wisconsin--Madison 1925, University of Wisconsin--Madison, Madison, Wis., 1925
- New levels in the stock market. 1st ed., McGraw-Hill Book Co., New York, 1929
- zusammen mit Si Lin Chen: The development of monetary theory from Robertson to Hansen. M.A. Ohio State University 1947, Ohio State University, Columbus, Ohio, 1947
- The stock market. McGraw-Hill Book Co., New York, 1952